# Campeonato Mundial de Atletismo de 2015 - 110 m com barreiras
A prova dos 110 metros com barreiras masculino do Campeonato Mundial de Atletismo de 2015 foi disputada entre 26 e 27 de agosto no Estádio Nacional de Pequim, em Pequim.

## Recordes
Antes desta competição, os recordes mundiais e do campeonato nesta prova eram os seguintes.
| Tipo                  | Atleta        | Tempo | Local     | Data                  |
| --------------------- | ------------- | ----- | --------- | --------------------- |
|                       | Aries Merritt | 12:80 | Bruxelas  | 7 de setembro de 2012 |
| Recorde do campeonato | Colin Jackson | 12:91 | Stuttgart | 20 de agosto de 1993  |

## Medalhas
| Ouro                   | Prata                  | Bronze              |
| Sergey Shubenkov (RUS) | Hansle Parchment (JAM) | Aries Merritt (USA) |

## Cronograma
Todos os horários são locais (UTC+8).
| Data         | Hora  | Evento        |
| ------------ | ----- | ------------- |
| 26 de agosto | 11:20 | Eliminatórias |
| 27 de agosto | 19:05 | Semifinal     |
| 28 de agosto | 21:20 | Final         |

## Resultados

### Eliminatórias
Qualificação: Os 4 de cada bateria (Q) e os 4 melhores tempos  (q) avançam para a semifinal. 
Vento: Bateria 1: -1,3 m/s, Bateria 2: +0,2 m/s, Bateria 3: -1,0 m/s, Bateria 4: -0,7 m/s, Bateria 5: -1,2 m/s.
| Classificação | Bateria | Raia | Atleta                  | Nacionalidade            | Tempo        | Notas |
| ------------- | ------- | ---- | ----------------------- | ------------------------ | ------------ | ----- |
| 1             | 3       | 7    | David Oliver            | Estados Unidos           | 13,15        | Q     |
| 2             | 5       | 7    | Aries Merritt           | Estados Unidos           | 13,25        | Q     |
| 3             | 1       | 9    | Shane Brathwaite        | Barbados                 | 13,28        | Q     |
| 4             | 5       | 4    | Dimitri Bascou          | França                   | 13,29        | Q     |
| 5             | 5       | 8    | Sergey Shubenkov        | Rússia                   | 13,31        | Q     |
| 6             | 4       | 4    | Hansle Parchment        | Jamaica                  | 13,33        | Q     |
| 7             | 4       | 8    | Matthias Bühler         | Alemanha                 | 13,35        | Q, SB |
| 7             | 2       | 5    | Pascal Martinot-Lagarde | França                   | 13,35        | Q     |
| 9             | 4       | 6    | Aleec Harris            | Estados Unidos           | 13,41        | Q     |
| 9             | 4       | 2    | Greggmar Swift          | Barbados                 | 13,41        | Q     |
| 11            | 4       | 3    | Jhoanis Portilla        | Cuba                     | 13,43        | q     |
| 11            | 3       | 3    | Garfield Darien         | França                   | 13,43        | Q     |
| 11            | 2       | 4    | Andrew Riley            | Jamaica                  | 13,43        | Q     |
| 11            | 1       | 4    | Omar McLeod             | Jamaica                  | 13,43        | Q     |
| 15            | 1       | 7    | Xie Wenjun              | China                    | 13,44        | Q     |
| 15            | 2       | 8    | Gregor Traber           | Alemanha                 | 13,44        | Q     |
| 17            | 3       | 6    | Balázs Baji             | Hungria                  | 13,45        | Q     |
| 18            | 5       | 2    | Sekou Kaba              | Canadá                   | 13,46        | Q     |
| 19            | 1       | 5    | Yidiel Contreras        | Espanha                  | 13,48        | Q     |
| 20            | 2       | 2    | Artur Noga              | Polónia                  | 13,49        | Q     |
| 21            | 3       | 4    | Johnathan Cabral        | Canadá                   | 13,55        | Q     |
| 22            | 3       | 9    | João Vitor de Oliveira  | Brasil                   | 13,57        | q     |
| 23            | 3       | 8    | Konstadinos Douvalidis  | Grécia                   | 13,58        | q     |
| 24            | 5       | 5    | Lawrence Clarke         | Grã-Bretanha             | 13,61        | q     |
| 25            | 5       | 3    | Antonio Alkana          | África do Sul            | 13,63        |       |
| 26            | 3       | 2    | Yordan O'Farrill        | Cuba                     | 13,64        |       |
| 27            | 5       | 9    | Eddie Lovett            | Ilhas Virgens Americanas | 13,65        |       |
| 28            | 4       | 7    | Nicholas Hough          | Austrália                | 13,69        |       |
| 29            | 4       | 9    | Ben Reynolds            | Irlanda                  | 13,72        |       |
| 30            | 2       | 9    | Ronald Forbes           | Ilhas Caimã              | 13,78        |       |
| 31            | 2       | 7    | Jonathan Mendes         | Brasil                   | 13,86        |       |
| 32            | 4       | 5    | Milan Ristić            | Sérvia                   | 13,89        |       |
| 33            | 3       | 1    | Bano Traoré             | Mali                     | 13,91        |       |
| 34            | 1       | 1    | Éder Antônio Souza      | Brasil                   | 13,96        |       |
| 35            | 1       | 2    | Jamras Rittidet         | Tailândia                | 14,00        |       |
| 36            | 1       | 6    | Welington Zaza          | Libéria                  | 14,56        |       |
| 37            | 3       | 5    | Xaysa Anousone          | Laos                     | 14,74        |       |
|               | 5       | 6    | Zhang Honglin           | China                    | DNF          |       |
|               | 1       | 3    | Mikel Thomas            | Trinidad e Tobago        | DQ R168.7(b) |       |
|               | 1       | 8    | Alexander John          | Alemanha                 | DQ R162.7    |       |
|               | 2       | 3    | Ronnie Ash              | Estados Unidos           | DQ R162.7    |       |
|               | 2       | 6    | Petr Svoboda            | Chéquia                  | DQ R162.7    |       |

### Semifinal
Qualificação: Os 2 de cada bateria (Q) e os 2 melhores tempos  (q) avançam para a final. 
Vento: Bateria 1: 0,0 m/s, Bateria 2: -0,2 m/s, Bateria 3: -0,1 m/s.
| Classificação | Bateria | Raia | Atleta                  | Nacionalidade  | Tempo | Notas |
| ------------- | ------- | ---- | ----------------------- | -------------- | ----- | ----- |
| 1             | 2       | 5    | Aries Merritt           | Estados Unidos | 13,08 | Q, SB |
| 2             | 1       | 6    | Sergey Shubenkov        | Rússia         | 13,09 | Q     |
| 3             | 2       | 6    | Omar McLeod             | Jamaica        | 13,14 | Q     |
| 4             | 1       | 5    | Hansle Parchment        | Jamaica        | 13,16 | Q     |
| 4             | 3       | 6    | Dimitri Bascou          | França         | 13,16 | Q, PB |
| 6             | 3       | 4    | David Oliver            | Estados Unidos | 13,17 | Q     |
| 6             | 2       | 4    | Pascal Martinot-Lagarde | França         | 13,17 | q     |
| 8             | 1       | 4    | Garfield Darien         | França         | 13,25 | q     |
| 9             | 1       | 8    | Aleec Harris            | Estados Unidos | 13,29 |       |
| 10            | 1       | 7    | Shane Brathwaite        | Barbados       | 13,31 |       |
| 11            | 3       | 5    | Matthias Bühler         | Alemanha       | 13,34 | PB    |
| 12            | 2       | 2    | Johnathan Cabral        | Canadá         | 13,37 | PB    |
| 12            | 2       | 9    | Gregor Traber           | Alemanha       | 13,37 |       |
| 12            | 3       | 2    | Artur Noga              | Polónia        | 13,37 | SB    |
| 15            | 2       | 7    | Xie Wenjun              | China          | 13,39 |       |
| 16            | 3       | 7    | Andrew Riley            | Jamaica        | 13,43 |       |
| 17            | 2       | 8    | Greggmar Swift          | Barbados       | 13,44 |       |
| 18            | 1       | 2    | João Vitor de Oliveira  | Brasil         | 13,45 | PB    |
| 19            | 3       | 9    | Balázs Baji             | Hungria        | 13,51 |       |
| 20            | 3       | 3    | Lawrence Clarke         | Grã-Bretanha   | 13,53 |       |
| 21            | 3       | 8    | Yidiel Contreras        | Espanha        | 13,57 |       |
| 22            | 1       | 9    | Sekou Kaba              | Canadá         | 13,58 |       |
| 23            | 1       | 1    | Petr Svoboda            | Chéquia        | 13,67 |       |
| 24            | 2       | 3    | Konstadinos Douvalidis  | Grécia         | 13,79 |       |
|               | 1       | 3    | Jhoanis Portilla        | Cuba           | DNF   |       |

### Final
A final ocorreu às 21:20.
Vento: +0,1 m/s.
| Classificação     | Raia | Atleta                  | Nacionalidade  | Tempo | Notas |
| ----------------- | ---- | ----------------------- | -------------- | ----- | ----- |
| Medalha de ouro   | 7    | Sergey Shubenkov        | Rússia         | 12,98 | NR    |
| Medalha de prata  | 8    | Hansle Parchment        | Jamaica        | 13,03 | SB    |
| Medalha de bronze | 4    | Aries Merritt           | Estados Unidos | 13,04 | SB    |
| 4                 | 2    | Pascal Martinot-Lagarde | França         | 13,17 |       |
| 5                 | 5    | Dimitri Bascou          | França         | 13,17 |       |
| 6                 | 6    | Omar McLeod             | Jamaica        | 13,18 |       |
| 7                 | 9    | David Oliver            | Estados Unidos | 13,33 |       |
| 8                 | 3    | Garfield Darien         | França         | 13,34 |       |

Legenda
| Recorde mundial       | Recorde mundial (World record)               |                       | Recorde africano                      | Recorde africano (African) |                                           | Q | Classificado por posição (Qualified) |
| Recorde do campeonato | Recorde do campeonato (Championship record)  | Recorde da América    | Recorde da América (Americas)         | q                          | Classificado por melhor tempo (Qualified) |   |                                      |
| Melhor marca do ano   | Melhor marca do ano (World leading)          | Recorde asiático      | Recorde asiático (Asian)              | DNS                        | Não largou (Did not start)                |   |                                      |
| Recorde nacional      | Recorde nacional (National record)           | Recorde europeu       | Recorde europeu (European)            | DNF                        | Não terminou (Did not finish)             |   |                                      |
| Recorde pessoal       | Recorde pessoal do atleta (Personal best)    | Recorde da Oceania    | Recorde da Oceania (Oceania)          | DSQ / DQ                   | Desclassificado (Disqualified)            |   |                                      |
| Recorde da temporada  | Recorde da temporada do atleta (Season best) | Recorde sul-americano | Recorde sul-americano (South America) | NM                         | Sem marca (No mark)                       |   |                                      |